# Torsten W. Persson
Torsten William Persson, född 4 september 1922 i Ursviken,  Västerbotten, död 25 oktober 2018 i Umeå var en svensk socialdemokratisk kommunalpolitiker.
Persson engagerade sig redan som elvaåring i godtemplarrörelsens ungdomsloge. Några år senare började han arbeta i charkuteribranschen där han lärdes upp till styckmästare och inledde sitt fackliga arbete inom Livsmedelsarbetareförbundet. Åren 1954–1965 var han ombudsman för socialdemokraterna i Västerbotten.
Från 1965 ägnade han sig på heltid åt politiken i Umeå kommun, bland annat som vice ordförande i drätselkammaren. Efter ett mellanspel som konsulent för glesbygdsfrågor på Socialstyrelsen åren 1968–1970 återvände han till kommunalpolitiken. Han var kommunalråd åren 1970–1986; åren 1980–1985 ordförande i kommunstyrelsen.
Torsten W Persson hade många andra uppdrag, bland annat för Länsstyrelsen Västerbotten, i Umeå universitets styrelse och i styrelserna för Västerbottens sparbank och Umeå musiksällskap. Som aktiv körsångare och överlag kulturintresserad var han mycket engagerad i Norrlandsoperans lokalisering till Umeå 1974. Han är begravd på Norra kyrkogården på Sandbacka i Umeå.

## Utmärkelser
- 1992 – Hedersdoktor vid Umeå universitet
- 2000 – Minervabelöningen (Umeå kommuns kulturnämnd)[4]
- 2016 – Tage Erlanders hedersmedalj [5]

## Publikationer i urval
Torsten W Perssons arkiv finns dels vid Umeå kommuns stadsarkiv, dels i Umeå universitets forskningsarkiv, Foark.
- Persson, Torsten W. (2003). ”Resultatpolitiker och utbildningsivrare”. Västerbotten (Umeå. 1920) 2003:1,:  sid. 36-45 : ill.. 0346-4938. ISSN 0346-4938. Libris 9161855
- Persson, Torsten W (2009). Västerbottnisk arbetarrörelse 100 år. Umeå: Socialdemokraterna i Västerbotten